# Tetanops sintensi
Tetanops sintensi är en tvåvingeart som beskrevs av Becker 1909. Tetanops sintensi ingår i släktet Tetanops, och familjen fläckflugor. Arten har ej påträffats i Sverige.